# Argonne National Laboratory

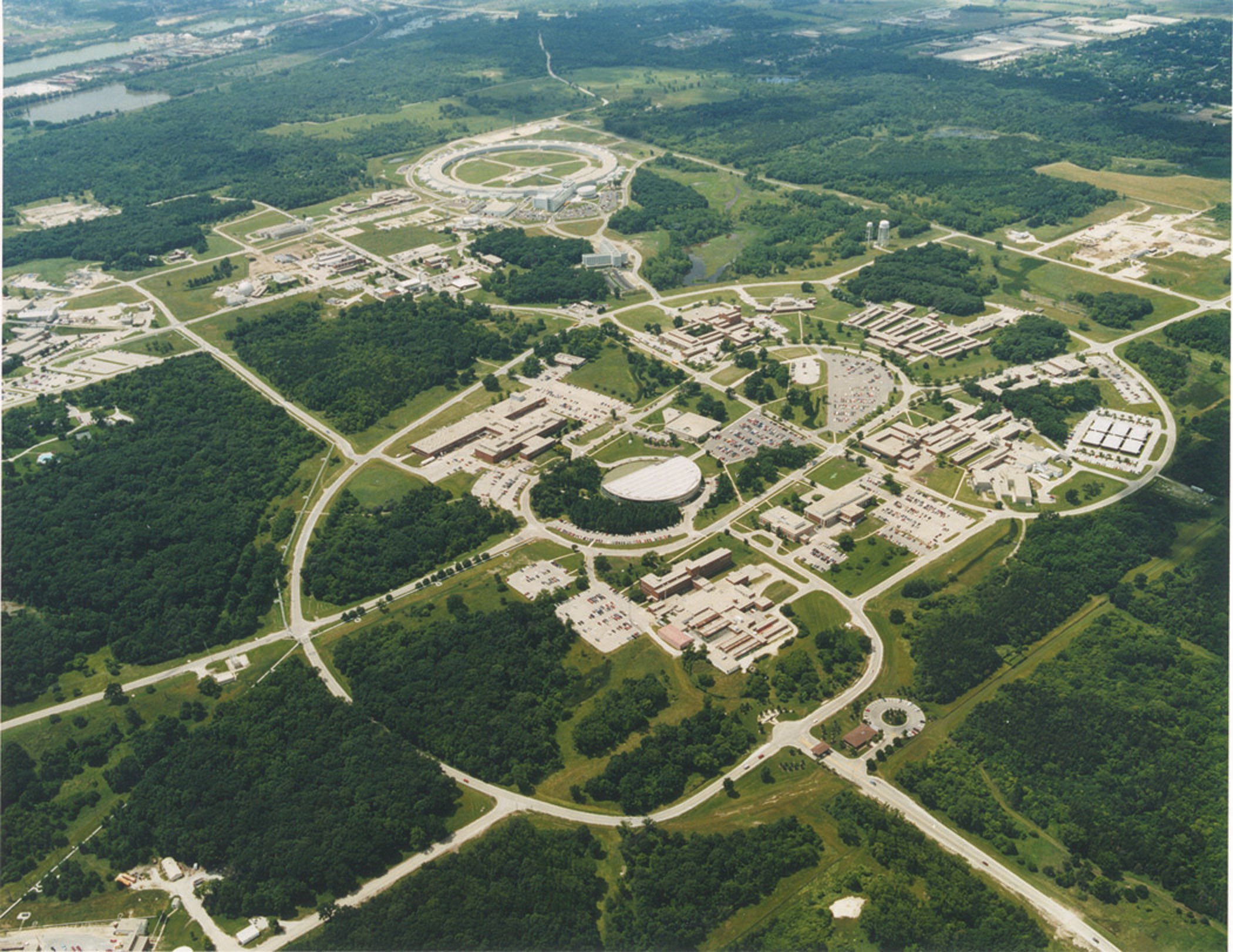
Luftbild des Argonne National Laboratory (ANL) aus dem Jahr 2004. Argonne war und ist eine führende US-Großforschungseinrichtung für die Nutzung der Kernenergie.

Das Argonne National Laboratory (ANL), ca. 40 km südwestlich von Chicago (bei Lemont), ist eines der ältesten und größten Atomenergie-Forschungslabors des U.S. Department of Energy (DoE) der Vereinigten Staaten. Argonne ist heute ein multidisziplinäres Großforschungszentrum mit zahlreichen Labors und Einrichtungen. ANL betreibt Forschung und Entwicklung (F&E) in der Kerntechnik und anderen Wissenschaften und Technologien.

## Geschichte
Ursprünglich wurden Teile des heutigen Labors während des Zweiten Weltkrieges zur Erforschung und zum Bau der ersten Atombombe im Rahmen des Manhattan-Projekts (eigentlich Manhattan Engineer District) gegründet und erhielten den Codenamen „Site A“. Der Name „Argonne“ geht auf den gleichnamigen Wald in der Umgebung zurück.
An der Universität von Chicago bauten Fermi, Zinn und andere Kerntechnikingenieure den ersten funktionsfähigen Kernreaktor der Welt. Der Chicago Pile-1 wurde am 2. Dezember 1942 kritisch. Am Manhattan-Projekt beteiligt war auch das Metallurgical Laboratory (Met Lab) der University of Chicago, wo durch Seaborg, Cunningham, Werner u. a. das Transuranelement Plutonium in kleinsten Mengen gewonnen und erforscht wurde. In der theoretischen Abteilung des ehemaligen Met Lab arbeitete u. a. Eugene Wigner.
Nach dem Zweiten Weltkrieg stand die F&E für friedliche Zwecke im Vordergrund. Argonne gründete dazu die International School of Nuclear Science and Engineering und unterhielt als eine der wenigen Einrichtungen in den USA ein Plutoniumlabor zur Erforschung (Metallurgie) des Kernbrennstoffs für friedliche Zwecke, d. h. für Kernreaktoren zur Energiegewinnung. Auch der Kernbrennstoff Uran wurde erforscht.
Kernkompetenz von Argonne sind die Materialwissenschaften, darunter (historisch) die Kernbrennstoffe. Es wurden (Kern-)materialien, Brennelemente und Kernreaktoren (z. B. EBR-I, EBWR, der Argonaut class reactor, uvm.) erforscht und erprobt.

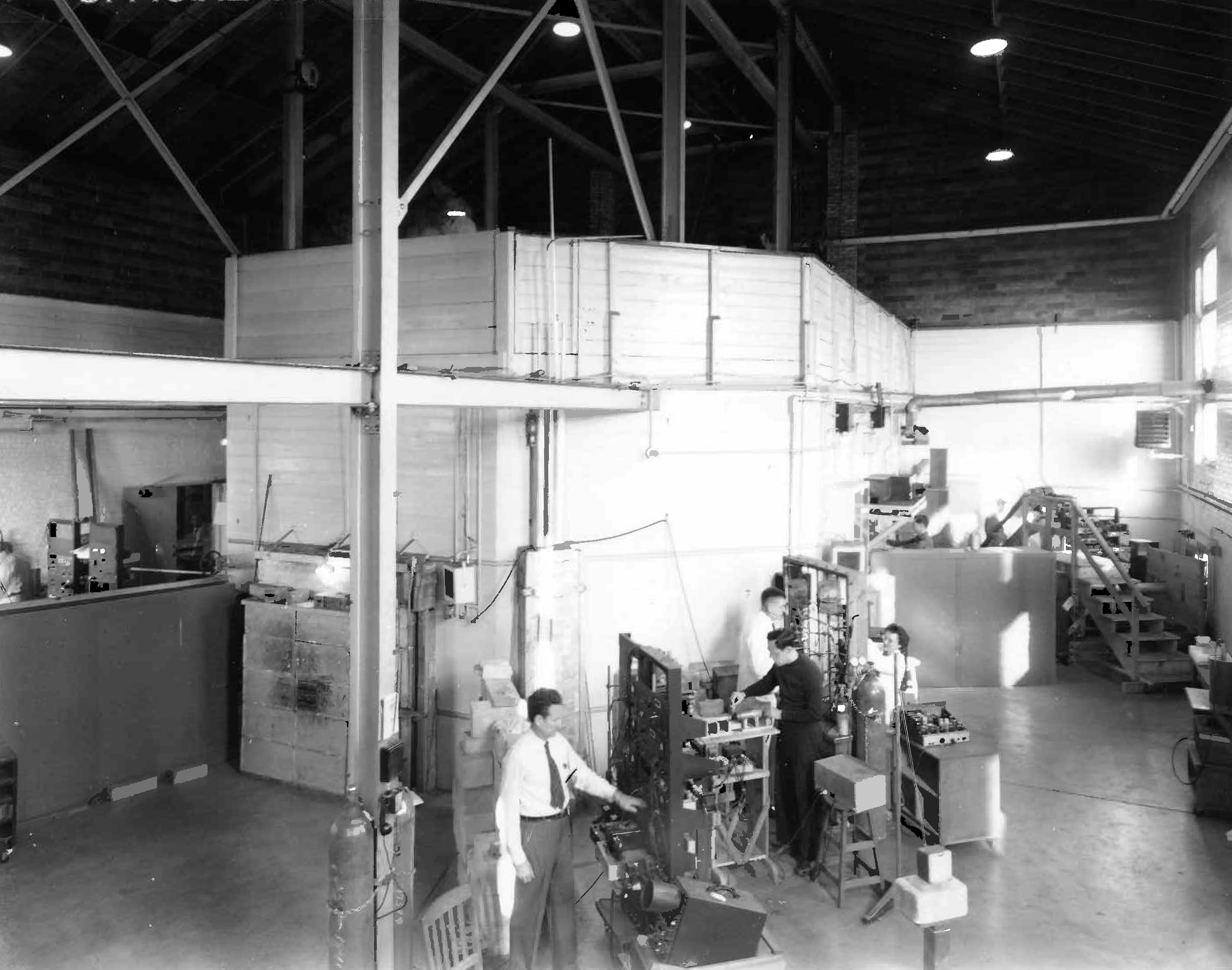
Der ANL Versuchskernreaktor CP-3 wurde am 15. Mai 1944 kritisch und war ca. 10 Jahre in Betrieb. Es war der weltweit erste Reaktor mit schwerem Wasser (D2O) als Moderator. D2O hat die Eigenschaft, einen extrem kleinen thermischen Wirkungsquerschnitt von 4,6 × 10^{-4} barn gegenüber leichtem Wasser (H2O) zu haben. Die Diffusionszeit der Neutronen ist daher mit ca. 0,15 s, einem Faktor 700 länger, als bei leichtem Wasser. Ab 1954 wurde der CP-5 in Betrieb genommen. Zur chronologischen Einordnung: In Frankreich wurde erst Ende 1948 der erste Kernreaktor ZOÉ kritisch. Schweres Wasser war in den 1940er Jahren praktisch nicht in größeren Mengen verfügbar.

### Grab der Chicago Piles
Nach erfolgreichen Tests wurde der CP-1-Reaktor wieder abgebaut. Das Uran und teilweise auch der nukleare Graphit wurden an andere Laboratorien verteilt. Die nichtnuklearen Überreste des Reaktors wurden unweit (ca. 1 km östlich) vom heutigen Standort des ANL im Wald vergraben. Ein Grabstein des Reaktors befindet sich in der Archer Ave, Willow Springs, IL 60480, wobei die Stelle als sicher (dekontaminiert) freigegeben wurde. Auch die Reste der Reaktoren CP-2 und CP-3 wurden dort entsorgt.

## Organisation
Seit seiner Gründung im Jahr 1946 hat die University of Chicago die Leitung der Forschungseinrichtung inne. Sie betrieb das Labor für die U.S. Atomic Energy Commission (AEC), die damalige Leitorganisation für Atomenergie.
Die heutigen Betreiber sind die UChicago Argonne LLC und das U.S. Department of Energy Office of Science. Die Außenstelle Argonne National Laboratory (West) befindet sich auf dem Gelände des Idaho National Laboratory bei Idaho Falls.

### Mitarbeiter
Das ANL beschäftigte (Stand 2025) insgesamt 3836 Mitarbeiter.

### Finanzen
In dem Geschäftsjahr 2025:
- Finanzierung: $ 1,2 Milliarden
- Beschaffung: $ 487 Millionen

## Forschung und Entwicklung
Mit Stand 2023 existieren die folgenden Forschungsbereiche (englisch):
- Advanced Energy Technologies
- Computing, Environment and Life Sciences
- Nuclear Technologies and National Security
- Photon Sciences
- Physical Sciences and Engineering

### Anlagen (Beispiele)
ANL betreibt Forschungseinrichtungen wie,
- die Synchrotronstrahlungsquelle Advanced Photon Source (APS);
- das Intense Pulsed Neutron Source (IPNS);
- das Argonne Tandem Linear Accelerator System (ATLAS).

### Datenbanken
ANL betrieb von ca. 1998–2011 die Datenbank International Nuclear Safety Center (INSC), welche auf Kernreaktorsicherheit und Risikoanalysen spezialisiert war.